# Blowin' Me Up (With Her Love)
«Blowin' Me Up (with Her Love)» es el primer sencillo lanzado por JC Chasez en los Estados Unidos en febrero del 2003.
Es el segundo miembro de 'N Sync en hacer una carrera en solitario. La canción luego estuvo en el soundtrack de la película Drumline.
Fue lanzado un año después en Reino Unido en el 2004.

## Video musical
El video fue dirigido por Bryan Barber y grabado en el 2002.
«Es totalmente diferente de lo que ha hecho con 'N Sync», dijo el director.
«Tuvimos mucha diversión y presentamos a JC en una nueva manera».
El video parece ser en un mundo posapocalíptico.
La trama gira en torno a un frustrado JC sexual JC que persigue a su amor a través de un camión rally, un comedor sucio, y un aparcamiento, dónde trata de seducir a Tara Reid, pero solo es ignorado.
Al final, Tara cambia de parecer y se dirige hacia JC en el comensal. 
JC celebra su nuevo amor con una carrera. Melissa Smith también está en éste video cómo la chica bailando en el camión de rally.

## Listado
US CD/12" sencillo
- «Blowin' Me Up (with Her Love)» [Radio Edit] – 4:21
- «Blowin' Me Up (with Her Love)» [Instrumental] – 4:49